# Nikkormat
Le Nikkormat (Nikomat au Japon) était un appareil photographique reflex mono-objectif construit par la société Nikon.